# Madisen Skinner
Madisen Skinner (Katy, 1º luglio 2001) è una pallavolista statunitense, opposto della LOVB Austin.

## Biografia
È figlia dell'ex cestista Brian Skinner e sorella minore della pallavolista Avery Skinner, sua compagna di squadra alla Kentucky.

## Caratteristiche tecniche
Gioca principalmente nel ruolo di opposto, ma può essere impiegata anche in quello di schiacciatrice.

## Carriera

### Club
La carriera di Madisen Skinner inizia nei tornei scolastici del Texas con la Faith West Academy. Dopo il diploma entra a far parte della formazione universitaria della Kentucky, con cui è di scena in NCAA Division I dal 2020 al 2021, vincendo il titolo nazionale durante il suo freshman year. Si trasferisce poi alla Texas, dove nel corso del seguente triennio conquista altri due titoli nazionali, impreziosendo le proprie prestazioni con diversi riconoscimenti individuali, tra i quali quello di MVP della Final four del 2023.
Inizia la carriera da professionista con la LOVB Austin, con cui partecipa alla prima edizione della League One Volleyball e si aggiudca il titolo nazionale, venendo premiata come MVP delle finali.

### Nazionale
Nel 2024 debutta in nazionale in occasione della Volleyball Nations League.

## Palmarès

### Club
- NCAA Division I: 3

2020, 2022, 2023
- LOVB: 1

2025

### Premi individuali
- 2022 - All-America Third Team
- 2022 - NCAA Division I: Omaha National All-Tournament Team
- 2023 - All-America First Team
- 2023 - NCAA Division I: Stanford Regional MVP
- 2023 - NCAA Division I: Tampa National MVP
- 2024 - All-America Second Team
- 2024 - NCAA Division I: State College Regional All-Tournament Team
- 2025 - League One Volleyball: MVP delle finali